# Siarnaq
Siarnaq (S XXIX Siarnaq) est l'une des lunes de Saturne. Elle fut découverte en 2000 par l'équipe de Brett J. Gladman (désignation temporaire S/2000 S 3) à partir de l'observatoire Canada-France-Hawaï, en même temps que sept autres lunes de Saturne,.

## Spécificités
Cette Lune de dénomination inuite appartient aux lunes progrades de Saturne. Elle fait partie des satellites naturels ayant la période de rotation la plus courte parmi toutes les lunes irrégulières de la planète.

## Nom
La lune porte le nom de Siarnaq, la déesse inuite des créatures marines et des enfers. Siarnaq est plus connue sous le nom de Sedna. Néanmoins, ce dernier est déjà utilisé pour désigner un objet céleste considéré comme planète naine en orbite autour du Soleil, bien au-delà de la ceinture de Kuiper.

Représentation des orbites des lunes Inuits de 2018 à 2027. L'orbite de Siarnaq est en rouge.